# هيبفيل (نوفا سكوشا)
هيبفيل (بالإنجليزية: Hebbville, Nova Scotia)‏ هي قرية تقع في كندا في نوفا سكوشا. يقدر عدد سكانها بـ 780 نسمة .